# 오페라마
오페라마(operama)는 오페라로 대표되는 고전 예술의 철학과 드라마로 대표되는 현대 문화의 다양성이 함께하는 새로운 예술문화장르이다.

## 오페라
오페라는 16세기 르네상스 시대 이탈리아에서 발생한 서양 고전음악극이다. 오페라에 녹아든 문학 · 음악 · 미술 · 무용 · 연극 등 당대에 유행했던 예술적 요소들은 오늘날 기초 · 순수예술로 불리며, 오랜 시간 동안 살아남은 작품, 즉 ‘고전古典·Classic’이라 정의된다. 그러나 그 규정이 무색하게도, 현대에 이르러 고전은 그저 낡은 것, 고리타분한 것과 동의어로 격하되고 있으며 그 빛과 명맥을 잃어가고 있다.
오페라마 시각에서 오페라는 이들 고전 · 기초 · 순수 예술을 총칭하는 대표어이자, 동시에 오늘날 고전이 직면한 문제를 함의한다.

## 드라마
드라마는 20세기 미국에서 시작되어 신문 · 방송 · 인터넷 등 전파성傳播性을 지닌 디지털 매체를 통해 유통되는, 영화 · 방송극 · 대중음악 · 록 · 팝 · 재즈 · 힙합 등 콘텐츠 전반의 통칭統稱이다. 드라마의 대량생산과 대량소비 · 동시대의 많은 사람들이 쉽게 접할 수 있다는 점 · 공급자와 소비자가 서로 소통이 가능하다는 점 등은 현대 콘텐츠의 가장 핵심적인 특징으로 자리 잡았다.
드라마는 고전과 대비되는 대중성大衆性을 얻었지만, 역설적이게도 고전이 지닌 철학적 깊이는 소수의 콘텐츠를 제외하고는 점차 소멸되었다. 오페라마 시각은 이러한 드라마의 양면성을 주목한다.

## 오페라마
오페라마는 고전의 명작과 인문학人文學을 계승하되, 이를 재해석再解釋하고 현대적으로 변용變容한다. 즉 드라마를 비롯한 대중예술 요소를 융합하여 고전 예술의 철학과 현대 문화의 다양성이 함께한다. 오페라마는 이 모든 것의 근본이 되는 교육 Education을 실행함은 물론, 미디어 매체에 대한 연구를 바탕으로 미디어 아트 Media Art, 퍼포먼스 Performance, 페스티벌 Festival, 매니지먼트 Management, 마이스 MICE 등 다양한 분야와 연결되어 새로운 가치를 브랜딩 Branding한다. 즉 기존의 문법에서 자유로운 콘텐츠 개발 및 제작이 가능한 아트 인 퓨전 Art Infusion을 구현하여 융합 예술 플랫폼 Platform을 형성한다.
16세기 이탈리아에서 오페라가, 20세기 미국에서 드라마가 시작되었다면, 오페라마는 21세기 한국에서 시작된, 최초의 디지털 오페라Digital Opera이다.

## 예술경영
예술경영은 예술과 경영 두 가지 이질적인 요소가 결합된 학문으로, 대중과 점차 유리遊離되는 상황에 대한 현실적 대응 방안을 모색하는 것에서 출발한다. 현재 소수의 대중문화를 제외하고, 예술과 대중은 서로를 소외하고 있으며 그 결과 작품성과 예술성을 공유하지 못하고 있다. 예술 경영은 문화예술을 사람과 연결하며 그 과정을 효율적으로 운영할지에 대해 고뇌하는 학문이다.
여기서 오페라마는 드라마의 전파성을 주목한다. 오페라마 예술경영의 핵심은 예술성과 대중성의 융합融合이다. 즉, 작품이 어떻게 현대 매체에 스며들어 대중에게 전달되며 예술-매체-삶으로 이어지는 선순환 구조善循環 構造를 만들 것인가에 대한 예술경영학적인 연구와 실천을 지향한다.

## 오페라마 예술경영 연구소
오페라마 예술경영 연구소는 기존의 가치가 몰락하여 제 위치를 잃은 현상을 인정하고 현시대와 미래를 위한 연구를 기본 철학으로 삼는다. 지금 우리 앞에 부재하는 가치를 형성하고, 그것이 추상적인 관념으로만 머물지 않도록 다양한 각도로 구체화하며 실현한다.
오페라마 예술경영 연구소는 먼저 고전과 현대를 이해한다. 기초예술과 대중예술에 대한 편견과 단선적인 이분법을 지양止揚하며, 구조 ․ 철학 ․ 매체의 특성 등 그 이면에 숨은 장 ․ 단점에 대한 세밀한 분석을 진행한다. 동시에 그 간격을 허문 융합 콘텐츠를 개발하고 뉴 패러다임을 제시하는 것이 목표이다.
사람들이 디지털 세상의 데이터 앞에 무차별적으로 노출되어 있는 지금, 우리는 오늘날 사람들이 직면한 문제를 “통시적通時的 ․ 공시적共時的 관점에서 어떻게 극복할 것인가?”에 대해 고찰한다.
오페라마 예술경영 연구소는 그 과정 끝에 연단된 결과를 사람과 사람에게 쥐어준다.

## 연혁
2010년
· 고려대학교, 경희대학교 초청 <Take Out, 오페라마>
2011년
· 대한민국 특허청 <오페라마> 상표등록 (제41-02282250000)
· KBS 초청 <오페라마>
· 오페라마 뮤직비디오 출시 <춤 : La Danza>
· 서울 올림푸스 홀 <오페라마는 이야기다>
· 라이브 실황 앨범 <올림푸스홀 오페라마>
· 서울 압구정 브라운갤러리 <오페라마 : Sogno>
2012년
· KBS 아침마당 초청 <오페라마>
· 예술의 전당 초청 <오페라마>
2013년
· 서울 상명아트센터 <오페라마 : SING FOR YOU>
· 갤러리아 초청 <오페라마>
· 뮤직비디오 앨범 <세레나데 情景 vol.1>
· IBK 기업은행 초청 <오페라마>
· 제2회 KMF 올림픽홀 초청 <오페라마>
· 구리아트홀 <오페라마 : 어느 바텐더의 이야기>
2014년
· 구리아트홀 <오페라마 : 카사노바! 바람둥이 사장님>
· 구리아트홀 <오페라마 : 슈베르트의 지독한 사랑과 세레나데>
· 서울 상암 DMCC빌딩 <오페라마 : 후마니타스>
· 뮤직비디오 앨범 <세레나데 情景 vol.2>
· 삼국유사교육문화회관 초청 <오페라마 콘서트 : 오페라마는 이야기다>